# Serres Louis-Dupire
Pour les articles homonymes, voir Dupire.
Les serres Louis-Dupire de la Ville de Montréal formaient un grand complexe de serres situé à la limite nord-ouest du vaste territoire occupé par le Jardin botanique de Montréal. Il se trouvait plus particulièrement à l’angle du boulevard Rosemont et du boulevard Pie-IX dans l'arrondissement Rosemont–La Petite-Patrie. L’entrée principale portait le numéro civique 5655, boulevard Pie IX. 
Avant la construction des serres Louis Dupire, la Ville de Montréal avait déjà des serres municipales que l’on appelait les Serres Baldwin. 
Avec les développements immobiliers et démographiques rapides de la métropole, l’aménagement des parcs a aussi dû se développer rapidement à Montréal au début des années 1950. Ce qui entraîne une explosion des besoins de toutes sortes. Les anciennes serres Baldwin fabriquées de bois tombaient littéralement en morceaux, et l’étroitesse des locaux constituait un problème majeur. La décision de procéder à la construction d'un nouveau complexe horticole a été prise durant le 1er mandat de l’équipe du maire Jean Drapeau vers les années 1956 et 1957, mais l’inauguration fut faite par le maire Sarto Fournier le 20 novembre 1959.
La direction du service des Parcs occupait en ce temps, le Chalet du parc Lafontaine situé au 3575 rue Calixa-Lavallée. C’était à cet endroit que se trouvait le bureau du Directeur, M. Claude Robillard et toute l’équipe de soutien administratif.
À son inauguration, l’édifice administratif situé devant les Serres devint le bureau de direction de la Division des Arbres avec à sa tête, le Surintendant, M. Joseph Dumont qui transféra son bureau de l'édifice administratif du Jardin Botanique à cet endroit. À cette époque la division jardin Botanique était différente de celle des arbres. Après avoir été unifiées en 1963 avec le jardin Botanique, les serres Louis-Dupire en sont séparées administrativement.
En 2007 les serres sont fermées définitivement par la ville de Montréal alors sous l’administration du maire Gérald Tremblay. La ville invoque les coûts élevés de l’auto-production de fleurs et de plantes. La ville se rabat sur des producteurs privés pour produire ses fleurs, plantes et arrangements floraux. Le syndicat des cols bleus de la ville, affilié aux SCFP tenta de s’y opposer sans succès. Cette fermeture entraîna le reclassement de 21 travailleurs, dont certains hautement spécialisés.